# Violet Mary Firthová
Violet Mary Firthová (6. prosince 1890, Llandudno – 1946, Londýn) známější pod pseudonymem Dion Fortune byla britská okultistka a spisovatelka. Pseudonym si vytvořila z rodinného hesla Deo, non fortuna (Bůh, ne náhoda).

## Život a dílo
Narodila se ve Walesu, v městě Llandudno. Ve čtyřech letech měla vizi o Atlantidě. Vize pokračovaly i v pozdějším věku. V mládi se přidala k Teosofické společnosti a začínala se věnovat učení Vznešených Mistrů. Zajímala se také o psychologii a okultismus.
V jedné z vizí se setkala s Ježíšem a hrabětem Saint-Germainem a poučila se o svých minulých životech.
V roce 1919 se stala členkou Hermetického řádu Zlatého úsvitu. V roce 1922 založila vlastní hnutí s názvem Lóže křesťanské mystiky Teosofické společnosti. Roku 1928 jej přejmenovala na Bratrstvo vnitřního světla (Společnost vnitřního světla). V roce 1927 se Dion Fortune provdala za Thomase Penryho Evanse, velšského okultistu. Ten ji přivedl ke studiu tarotu, kabaly a novopohanství. Manželé se rozvedli v roce 1939 a Dion Fortune to velmi poznamenalo.
Napsala celkem 24 knih, které se staly populárními a které doporučují k četbě mnohá ezoterická i novopohanská hnutí, i když Společnost vnitřního světla zdůrazňuje, že Fortuneová nebyla nikdy čarodějnicí, a novopohanské aspekty jejího díla bagatelizuje. Umírá v roce 1946 na leukemii.